# Винтовое исчисление
Винтово́е исчисле́ние — раздел векторного исчисления, в котором изучаются операции над винтами.

## Определение
Ви́нт — упорядоченная пара коллинеарных векторов {\displaystyle (\mathrm {r} ,\mathrm {r} _{0})}, приложенных в определённой точке. Вектор {\displaystyle \mathrm {r} } называется вектором винта, прямая, определяемая этим [скользящим] вектором — осью винта, а вектор {\displaystyle \mathrm {r} _{0}} — моментом винта. Из коллинеарности данных векторов следует, что {\displaystyle \mathrm {r} _{0}=p\mathrm {r} }. Число {\displaystyle p} называется параметром винта.

### Определение через алгебру дуальных чисел
Винт можно представить как дуальный вектор вида {\displaystyle \mathrm {r} +\varepsilon \mathrm {r} _{0}}, что позволяет ввести над винтами операции, аналогичные операциям над векторами.
- {\displaystyle \mathrm {r} +\varepsilon \mathrm {r} _{0}=\mathrm {r} (1+\varepsilon p)}

- Число {\displaystyle |\mathrm {r} |e^{\varepsilon p}} называется модулем винта.